# Raión de Spitak
El raión de Spitak es uno de los cinco raiones que forman la provincia armenia de Lorri. Se encuentra al suroeste de la provincia, con una población a fecha de 12 de octubre de 2011 de 36 230 habitantes.
Está formado por las siguientes localidades:
- Arevashogh 2515
- Geghasar 916
- Ghursali 464
- Gogaran 1065
- Hartagyugh 1035
- Jrashen 3096
- Karadzor 331
- Katnajur 1536
- Khnkoyan 259
- Lernantsk 1221
- Lernavan 1363
- Lusaghbyur 917
- Mets Parni 1839
- Nor Khachakap 631
- Sarahart 1211
- Saralanj 188
- Saramej 1344
- Shenavan 402
- Shirakamut 1821
- Spitak 12881
- Tsaghkaber 1195[1]